# Tinus Osendarp
Martinus Bernardus Osendarp, detto Tinus (Delft, 21 maggio 1916 – Heerlen, 20 giugno 2002), è stato un velocista olandese, campione europeo di 100 e 200 metri piani a Parigi nel 1938.

## Palmarès
| Anno | Manifestazione  | Sede    | Evento      | Risultato | Prestazione | Note                  |
| ---- | --------------- | ------- | ----------- | --------- | ----------- | --------------------- |
| 1934 | Europei         | Torino  | 100 m piani | 5º        | 10"9        |                       |
| 1934 | Europei         | Torino  | 200 m piani | Bronzo    | 21"6        |                       |
| 1934 | Europei         | Torino  | 4 × 100 m   | Bronzo    | 41"6        |                       |
| 1936 | Giochi olimpici | Berlino | 100 m piani | Bronzo    | 10"5        |                       |
| 1936 | Giochi olimpici | Berlino | 200 m piani | Bronzo    | 21"3        |                       |
| 1936 | Giochi olimpici | Berlino | 4 × 100 m   | Finale    | dq          |                       |
| 1938 | Europei         | Parigi  | 100 m piani | Oro       | 10"5        | Record dei campionati |
| 1938 | Europei         | Parigi  | 200 m piani | Oro       | 21"2        | Record dei campionati |